# Lepidium crenatum
Lepidium crenatum är en korsblommig växtart som först beskrevs av Edward Lee Greene, och fick sitt nu gällande namn av Per Axel Rydberg. Lepidium crenatum ingår i släktet krassingar, och familjen korsblommiga växter. Inga underarter finns listade i Catalogue of Life.